# Hackelia brevicula
Hackelia brevicula är en strävbladig växtart som först beskrevs av Jepson, och fick sitt nu gällande namn av J.L. Gentrv. Hackelia brevicula ingår i släktet Hackelia och familjen strävbladiga växter. Inga underarter finns listade i Catalogue of Life.